# Mr. Bungle (álbum)
Mr.Bungle es el disco homónimo de la banda estadounidense, Mr.Bungle. El álbum contiene las características típicas de la banda, como sus cambios constantes de estilo. Antes del lanzamiento, el grupo se presentó en muchas ciudades de la costa oeste. El disco ha vendido más de 100.000 copias. La formación es igual a la de su demo OU818.El grupo hizo mucho dinero en su tour de 1992, pero con una demanda de 5.000$ en daños. También lanzaron Quote Unquote como single, pero no obtuvo mucho éxito.

## Lista de canciones
Todas las canciones por Mr.Bungle
1. "Quote Unquote"
2. "Slowly Growing Deaf"
3. "Squeeze me Macaroni"
4. "Carousel"
5. "Egg"
6. "Stubb (a Dubb)"
7. "My ass is on Fire"
8. "The Girls of Porn"
9. "Love is a Fist"
10. "Dead Goon"

## Personal
- Ingeniería y grabaciones por David Bryson
- Asistente de ingeniería Matt Murman
- Mezclas por David Bryson
- Producido por John Zorn y Mr.Bungle
- Edición digital por Matt Murman
- Agencia:Troy Blakely de International Creative MGT.,NY
- Diseño por Anthony Lee y Tomoyo TL.
- Cover y arte interior tomado de A Cotton Candy Autopsy

La mayoría de los miembros de la banda aparecen acreditados con sobrenombres
- Vlad Drac (Mike Patton) - Vocalista
- Heifetz (Danny Heifetz) - Batería
- Scummy (Trey Spruance) - Guitarra
- Trevor Roy Dunn (Trevor Dunn)- Bajo
- Bär (Clinton "Bär" McKinnon) - Saxo Tenór
- Saxo (en tema 1)- John Zorn (John Zorn)
- Theobald Brooks Lengyel - Alto y entonación de Baritone

- Datos: Q743936